# 威廉·牛顿-史密斯
威廉·赫伯特·牛顿-史密斯（英語：William Herbert Newton-Smith，1943年5月25日—2023年4月8日）是一位加拿大科学哲学家，主编有《科学哲学指南》（The Companion to the Philosophy of Science，2000）。